# Pühajärv
Der Pühajärv (deutscher Name Heiligensee) ist ein See in Süd-Estland.

## Beschreibung
Der Pühajärv wird als einer der schönsten Seen Estlands bezeichnet. Sein Name Heiligensee stammt von der Legende, dass an seinem Nordufer eine heilige Eiche gestanden haben soll, an der die Esten das Mittsommerfest gefeiert haben.
Der Pühajärv liegt circa 3 km südlich von Otepää. Der See ist 3,5 km lang und bis zu 1,6 km breit. Die Gesamtfläche misst 285,9 Hektar. Seine größte Tiefe beträgt 8,5 m, die durchschnittliche Tiefe 4,5 m. Er liegt 115 m über dem Meeresspiegel.
Das Ufer des Pühajärv ist meist sandig und kiesig. Der Grund oft steinig. Im See befinden sich einige Inseln, von denen die größten Sõsarsaar, Kloostrisaar, Suur Lepasaar und Väike Lepasaar sind. Der See hat einen guten Wasserdurchfluss. Sein Wasser erneuert sich durch seine vier größeren Zuflüsse ungefähr alle dreizehn Monate. Das Wasser ist grünlich gelb. Von der Oberfläche sieht man 100 bis 170 cm tief.
Flora (34 Arten) und Fauna sind vielfältig. Um den See herum gibt es einen 13 km langen Naturlehrpfad. Er ist beliebtes Touristenziel. Bei seinem Estland-Aufenthalt 1991 besuchte der Dalai Lama den Pühajärv.

## Wirkung
„Pühajärv“ ist der Name einer unvollendeten Oper von Eduard Tubin aus dem Jahre 1941 (ETW 127) nach einem Libretto von Juhan Sütiste. Daneben war der Pühajärv beliebtes Motiv estnischer Maler, unter anderem von Konrad Mägi.